# Élisabeth le Despenser (née vers 1300)
Pour les articles homonymes, voir Élisabeth le Despenser.
Élisabeth le Despenser (vers 1300 – date inconnue) est une femme de la noblesse anglaise du XIVe siècle.

## Biographie
Née vers 1300, Élisabeth le Despenser est le sixième et dernier enfant d'Hugues le Despenser et d'Isabelle de Beauchamp, fille de Guillaume de Beauchamp, 9e comte de Warwick. Peu avant le 20 mai 1316, elle épouse Ralph de Camoys, 1er baron Camoys. Ce dernier est un solide partisan de son père Hugues et appartient à sa retenue depuis au moins 1299. L'identité d'Élisabeth le Despenser a été récemment découverte, les historiens pensant auparavant que la seconde épouse de Ralph de Camoys se prénommait Elizabeth Rogate. Mais le choix des différents prénoms des enfants issus de son second mariage infirme cette précédente assertion.
Grâce à son mariage, Ralph de Camoys s'associe davantage aux Despenser, qui deviennent progressivement les favoris du roi Édouard II. Le 14 août 1321, lorsque Hugues le Despenser est banni d'Angleterre par l'opposition baronniale, il est désigné comme l'un des « conseillers diaboliques et corrompus » de la couronne. Il survit toutefois à la chute d'Édouard II, contrairement à son beau-père, et est pardonné pour son allégeance passée le 19 février 1327. Ralph meurt peu avant le 24 juin 1336, mais on ignore à quelle date meurt son épouse. Une certaine « Élisabeth, veuve de Ralph de Camoys » mentionnée en 1370 fait en fait référence à sa petite-fille-par-alliance.

## Descendance
De son mariage avec Ralph de Camoys, Élisabeth le Despenser a cinq enfants :
- John de Camoys ;
- Hugh de Camoys, prénommé en hommage à son grand-père maternel Hugues le Despenser ;
- Ralph de Camoys ;
- Isabelle de Camoys, prénommée en hommage à sa grand-mère maternelle Isabelle de Beauchamp ;
- Élisabeth de Camoys.